# Mykola Hrunskyj

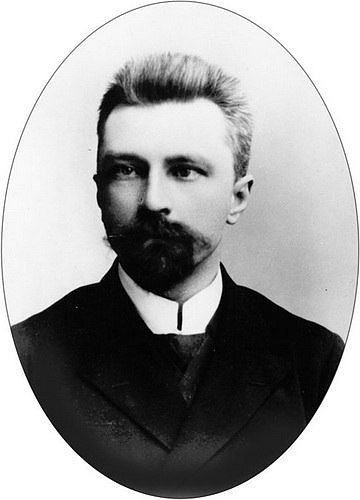
Mykola Hrunskyj vor 1913

Mykola Kusmowytsch Hrunskyj (ukrainisch; * 28. Septemberjul. / 10. Oktober 1872greg. in Sumy, Gouvernement Charkow, Russisches Kaiserreich; † 13. August 1951 in Kiew, Ukrainische SSR) war ein ukrainischer Philologe und Universitätsrektor.

## Leben
Hrunskyj studierte bis 1896 an der Slawistisch-russisch-philologischen Fakultät der Universität Charkow und war von 1903 bis 1912 an der Kaiserlichen Universität Jurjew tätig.
Zwischen 1915 und 1951 war er an der Universität Kiew, zunächst als Assistenzprofessor, später als Professor und von 1943 bis 1951 als Dekan der Fakultät für Slawistisch-russische Philologie beschäftigt. Von 1919 bis 1920 war er Rektor der Universität Kiew.
Mykola Hrunskyj war Autor von mehr als 150 Werken, die vorwiegend slawische, russische und ukrainische Linguistik, Pädagogik und Psychologie zum Inhalt hatten.
Er starb 78-jährig in Kiew und wurde dort auf dem Lukjaniwska-Friedhof beerdigt.